# Baumstarkita
La baumstarkita és un mineral de la classe dels sulfurs. Va ser anomenada en honor del mineralogista Manfred Baumstark, que va descobrir el mineral.

## Característiques
La baumstarkita és una sulfosal de fórmula química Ag₃Sb₃S₆. Cristal·litza en el sistema triclínic, en cristalls equants, de 3 mm, mostrant {001}, {101}. La seva duresa a l'escala de Mohs és 2,5. És el polimorfisme trimorf de la cuboargirita i la miargirita.
Segons la classificació de Nickel-Strunz, la baumstarkita pertany a «02.HA: Sulfosals de l'arquetip SnS, amb Cu, Ag, Fe (sense Pb)» juntament amb els següents minerals: calcostibita, emplectita, miargirita, berthierita, garavel·lita, clerita i aramayoïta.

## Formació i jaciments
La baumstarkita és un mineral d'origen hidrotermal hipogènic. Va ser descoberta a la mina San Genaro, al Distrito de Castrovirreyna (Regió de Huancavelica, Perú). També ha estat descrita a Bolívia, França, Itàlia i el Japó.